# As Crianças mais Amadas do Brasil
As Crianças mais Amadas do Brasil foi um grupo musical brasileiro formado com atores e cantores mirins das novelas infantis do SBT.

## Primeira formação
O grupo foi formado no ano de 1999 com o elenco da novela Chiquititas. Tratava-se de um projeto diferente dos álbuns que foram lançados pelos artistas enquanto eles faziam parte da novela. A diferença estava no fato de que no álbum são realmente as crianças que cantam as canções e não cantores de estúdio como acontecia com as músicas de Chiquititas. A primeira formação aconteceu com os atores Renata del Bianco, Gisele Frade, Paulo Nigro, Giselle Medeiros, Beatriz Botelho, Luan Ferreira, Polyana López, Janderson Ferreira e Jéssica Nigro. Dois integrantes entraram depois do lançamento do primeiro CD, denominado As Crianças mais Amadas do Brasil: Thiago Oliveira e Fábio Brucci. O grupo lançou apenas um disco que não obteve muito sucesso e nem certificação.

## Segunda formação
As Crianças mais Amadas do Brasil foi o nome de uma das turnês com o elenco mirim do remake brasileiro da telenovela Carrossel do SBT em meados de 2013. Não foi considerado a volta do grupo musical do fim da década de 90, pelo fato dos artistas não apresentarem novidades no repertório e cantarem músicas da trilha sonora da novela.
Em 2015, o grupo voltou com os artistas Thomaz Costa, Lorena Tucci, Guilherme Seta, Kaik Pereira, Giulia Garcia, Filipe Cavalcante e Raissa Chaddad, todos das novelas Carrossel e Chiquititas. Havia um novo repertório musical, com músicas inéditas e diferentes da primeira formação. O novo grupo trazia ritmos mais eletrônicos, e assim como na primeira formação, todos os atores cantavam as novas músicas com sua própria voz e faziam coreografias durante os shows.

## Terceira formação
Em 2017, o grupo foi renovado mais uma vez e passou a ser com Victória Diniz, Aysha Benelli, Lorena Tucci, Júlia Oliver, Lucas Santos, Renato Cavalcanti e Filipe Cavalcante, das novelas Cúmplices de Um Resgate, Carrossel e Chiquititas. Nessa fase, não apresentaram repertório inédito, tendo cantado nos shows as mesmas músicas do grupo anterior, das trilhas sonoras das novelas e dos próprios artistas. Gravaram ainda a música "Tudo que Você Quiser", sucesso de Luan Santana. Em alguns shows contaram ainda com a participação especial da cantora Simony, ex integrante do grupo Balão Mágico.

## Ex-integrantes
- Victória Diniz
- Aysha Benelli
- Lorena Tucci
- Júlia Oliver
- Lucas Santos
- Renato Cavalcanti
- Renata del Bianco
- Gisele Frade
- Paulo Nigro
- Giselle Medeiros
- Beatriz Botelho
- Luan Ferreira
- Polyana López
- Janerson Ferreira
- Jéssica Nigro
- Thiago Oliveira - (entrou após o lançamento do álbum)
- Fábio Brucci - (entrou após o lançamento do álbum)
- Thomaz Costa
- Guilherme Seta
- Kaik Pereira
- Giulia Garcia
- Filipe Cavalcante
- Raissa Chaddad